# Collada Gran (Prats de Molló)
La Collada Gran és una collada situada a 1.707,3 m alt del terme comunal de Prats de Molló i la Presta, de la comarca del Vallespir, a la Catalunya del Nord.
És al centre de la zona nord-oest del terme de Prats de Molló i la Presta, a l'est del Coll de les Basses i a l'oest de la Collada del Reboller.